# AMX-56 Leclerc
Leclerc je glavni bojni tank francoske vojske. Tank so izdelali v GIAT Industries. Poimenovali so ga po generalu Philippeu de Hauteclocqueu »Leclerc«.

## Države, ki uporabljajo Leclerc
- Francija (426)
- Združeni arabski emirati (436)